# غوستا بيرغستروم
غوستا بيرغستروم هو عداء مسافات طويلة سويدي، ولد في 6 أغسطس 1903، وتوفي في 10 أكتوبر 1988.

## وصلات خارجية
- غوستا بيرغستروم على موقع أوليمبيديا (الإنجليزية)
- غوستا بيرغستروم على موقع اللجنة الأولمبية السويدية (السويدية)